# Kapnometria

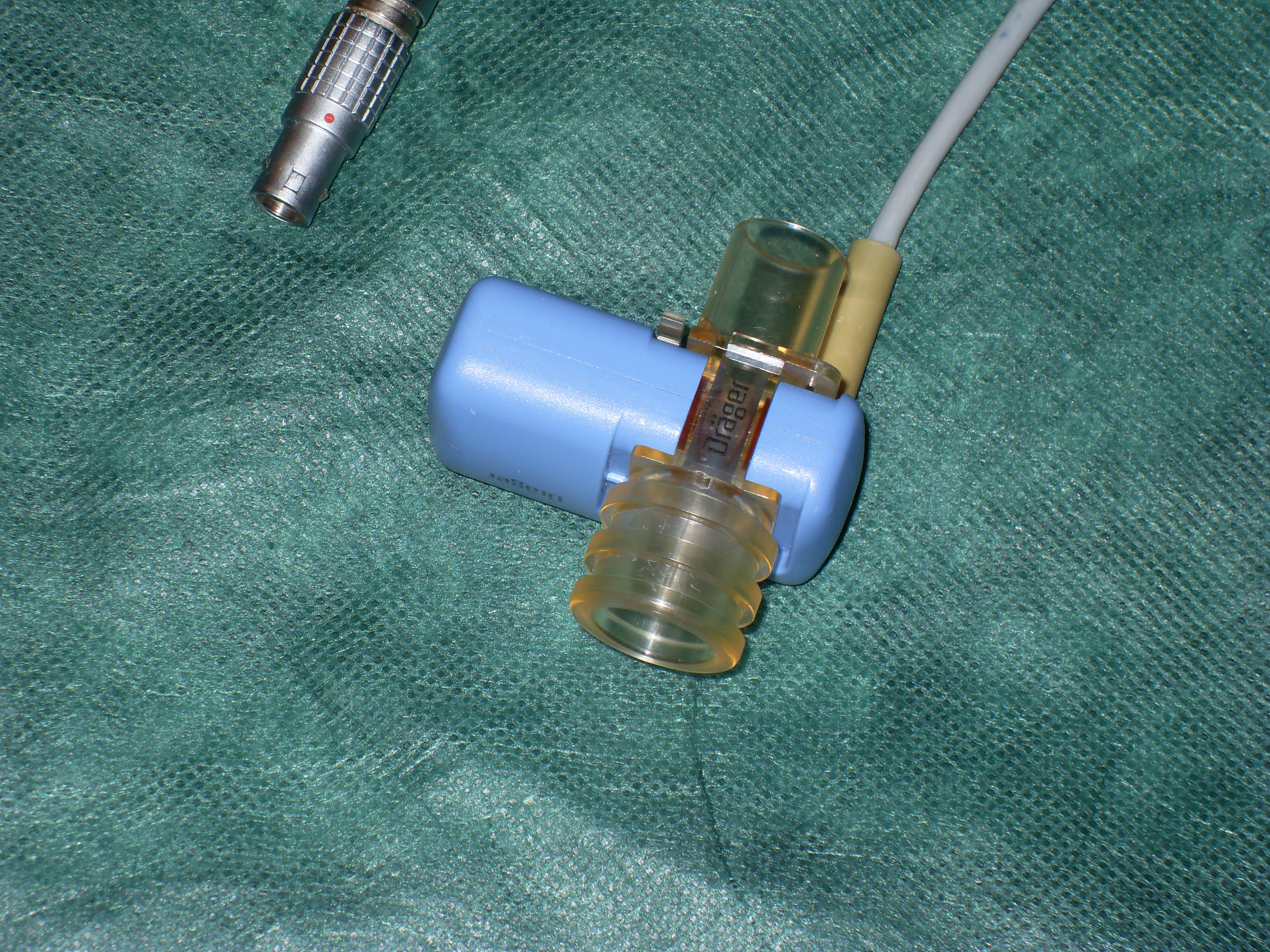
Komora i czujnik kapnometru po złożeniu

Kapnometria – nieinwazyjny pomiar stężenia lub ciśnienia parcjalnego dwutlenku węgla w powietrzu wydechowym z użyciem technik pomiaru kolorymetrycznego lub spektrofotometrycznego.

## Słowniczek
kapnometriapomiar stężenia CO2
kapnografiaprezentacja zmian stężenia CO2 w czasie
kapnometrurządzenie mierzące i wyświetlające aktualny stan stężenia CO2
kapnografurządzenie mierzące i rysujące wykres zmian stężenia w czasie CO2
kapnogramwykres zmian stężenia CO2 w czasie

## Kolorymetria
Urządzenie zawiera papierowy filtr impregnowany wskaźnikiem pH. Przepływ gazów wydechowych nad filtrem wywołuje reakcję chemiczną powodując jego zabarwienie. W zależności od stężenia CO2 uzyskiwane są różne kolory. Kolorowa skala odczytu, która jest umieszczona na obwodzie urządzenia, pozwala na odczytanie wartości stężenia.

## Spektrofotometria
W większości obecnych urządzeń w pomiarze wykorzystuje się fakt, że dwutlenek węgla pochłania światło w zakresie podczerwieni o długości fali około 4,3 μm. Zgodnie z prawem Lamberta-Beera stopień absorbancji jest wprost proporcjonalny do stężenia gazu. Istnieje wysoka korelacja między mierzonym stężeniem (lub ciśnieniem parcjalnym) dwutlenku węgla w powietrzu pęcherzykowym (PACO2) a ciśnieniem tego gazu we krwi tętniczej i rzutem serca. Skład powietrza pęcherzykowego można uzyskać analizując końcowowydechowe stężenie dwutlenku węgla, tuż przed rozpoczęciem nowego wdechu. Wartości odczytane w tej fazie przyjmuje się za miarę poprawności wentylacji.
Oprócz dwutlenku węgla inne gazy takie jak podtlenek azotu, para wodna lub wziewne anestetyki również pochłaniają światło w zakresie podczerwieni, stąd konieczne są dodatkowe mechanizmy eliminujące ten wpływ. Aby unikać kondensacji pary wodnej komora z czujnikiem jest podgrzewana. Nowoczesne urządzenia stosują różne długości fali aby wyeliminować wpływ innych gazów.
Z uwagi na konstrukcję mierników rozróżnia się urządzenia pomiarowe strumienia bocznego lub głównego.

### Pomiar w strumieniu bocznym
Jest to najczęściej stosowany typ pomiaru. Polega on na zasysaniu niewielkiej objętości gazu wydechowego w sposób ciągły za pomocą wąskiej rurki z układu oddechowego pacjenta do urządzenia z komorą pomiarową. Prędkość przepływu mieści się w granicach od 50 do 500 ml/min. Długość przewodu nie przekracza 3 m. Dłuższe przewody mogą powodować błędy pomiarowe z uwagi na możliwość mieszania się gazów z kolejnych cyklów oddechowych lub obecność wody. Zaletą tego typu urządzeń jest wygodniejszy sposób obsługi ze względu na poręczne, a jednocześnie solidne połączenie z pacjentem. Wadą jest konieczność stosowania specjalnych filtrów usuwających parę wodną oraz dłuższy czas pomiaru ze względu na jego opóźnienie.

### Pomiar w strumieniu głównym
Polega na umieszczeniu czujnika pomiarowego w głównym torze układu oddechowego lub respiratorze. Zaletą jest prostota systemu i krótki czas pomiaru korzystny zwłaszcza u dzieci, u których występuje wysoka częstotliwość oddechu. Wadą jest delikatność, rozmiar i waga czujnika, który może łatwo ulec uszkodzeniu.

### Dokładność pomiaru
Błędy pomiaru wahają się na poziomie 0,5%. Czas pomiaru nie przekracza 0,5 s, i typowo wynosi około 0,25 s. Przed każdym pomiarem urządzenie musi zostać skalibrowane przepuszczając przez nie gaz o znanym stężeniu CO2. Wyniki podawane są w jednostkach ciśnienia cząstkowego (mmHg) lub jednostkach stężenia (%obj.). Wartość błędu nie przekracza ±2 mmHg na poziomie pCO2 40-60 mmHg. Wymagane jest aby urządzenie gwarantowało stabilne wyniki w ciągu 24 godzin od kalibracji.
Czynniki wpływające na pomiar CO2:
- ciśnienie atmosferyczne
- para wodna
- obecność innych gazów anestetycznych
- bezwładność systemu

Teoretyczna różnica stężenia CO2 w tętnicach i pęcherzykach płucnych powinna wynosić 0 mmHg. Jednak w warunkach klinicznych zawsze istnieje stały błąd, w którym ciśnienie końcowowydechowe jest niższe od ciśnienia tętniczego. Wartość tę nazywa się tętniczo-pęcherzykowym gradientem pCO2 i wynosi ona zwykle 3-5 mmHg lub 0,7 kPa. Różnicę na poziomie 5 mmHg uznaje się za fizjologiczną przy prawidłowych wartościach 34-46 mmHg.

## Kapnogram

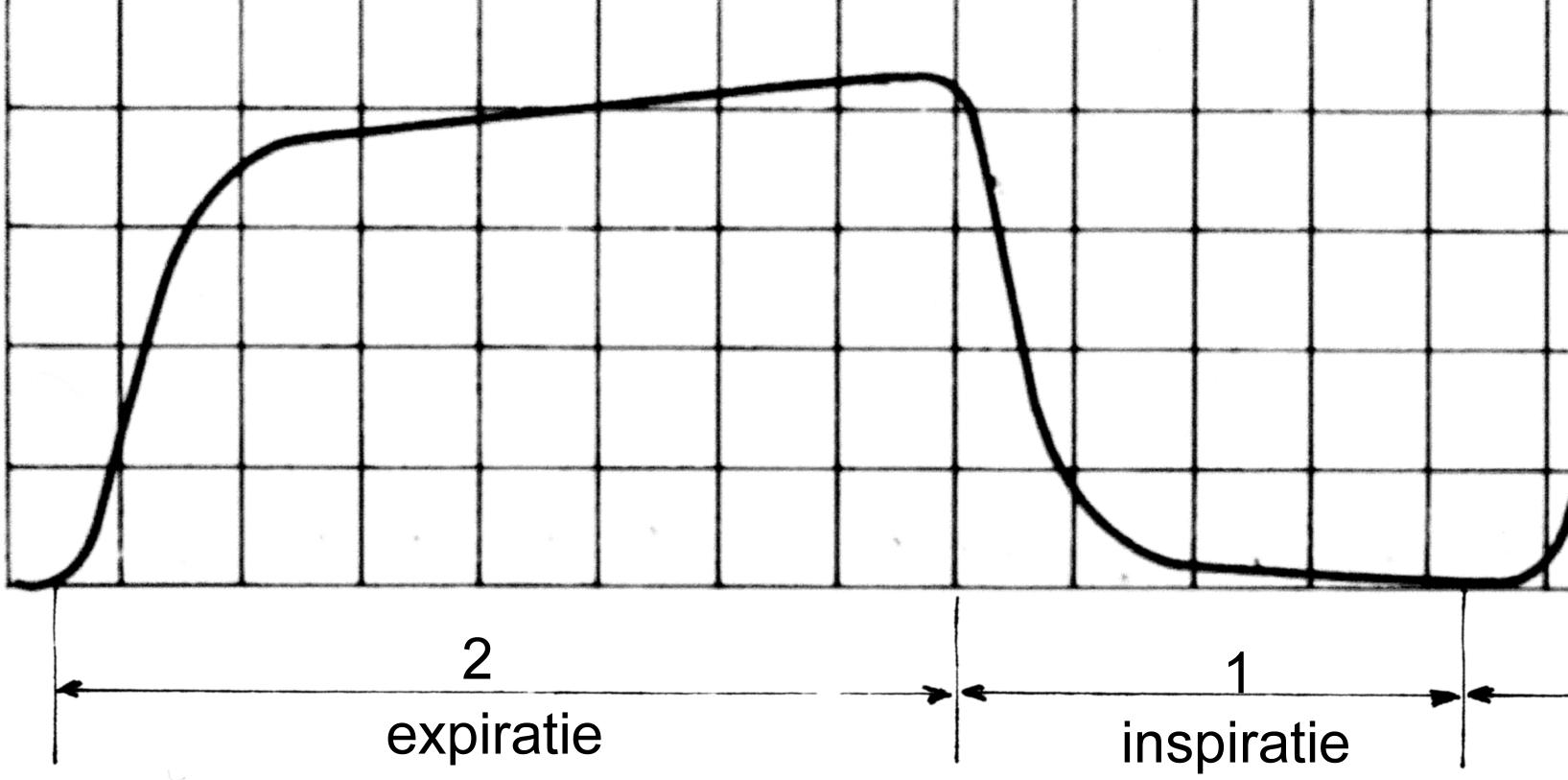
Prawidłowa krzywa kapnograficzna:
2 – wydech
1 – wdech

Prawidłowa krzywa kapnograficzna przypomina falę prostokątną:
- faza zero – wdech[10], powietrze przestrzeni martwej[14]
- stromy wzrost CO2 tuż po rozpoczęciu wydechu[10], stopniowa wymiana powietrza przestrzeni martwej w powietrze pęcherzykowe[14]
- plateau – powietrze pęcherzykowe[14], powolny wzrost, w którym maksimum uznaje się za stężenie końcowowydechowe[10][14]
- stromy spadek – rozpoczęcie wdechu[10][14]

## Zastosowanie

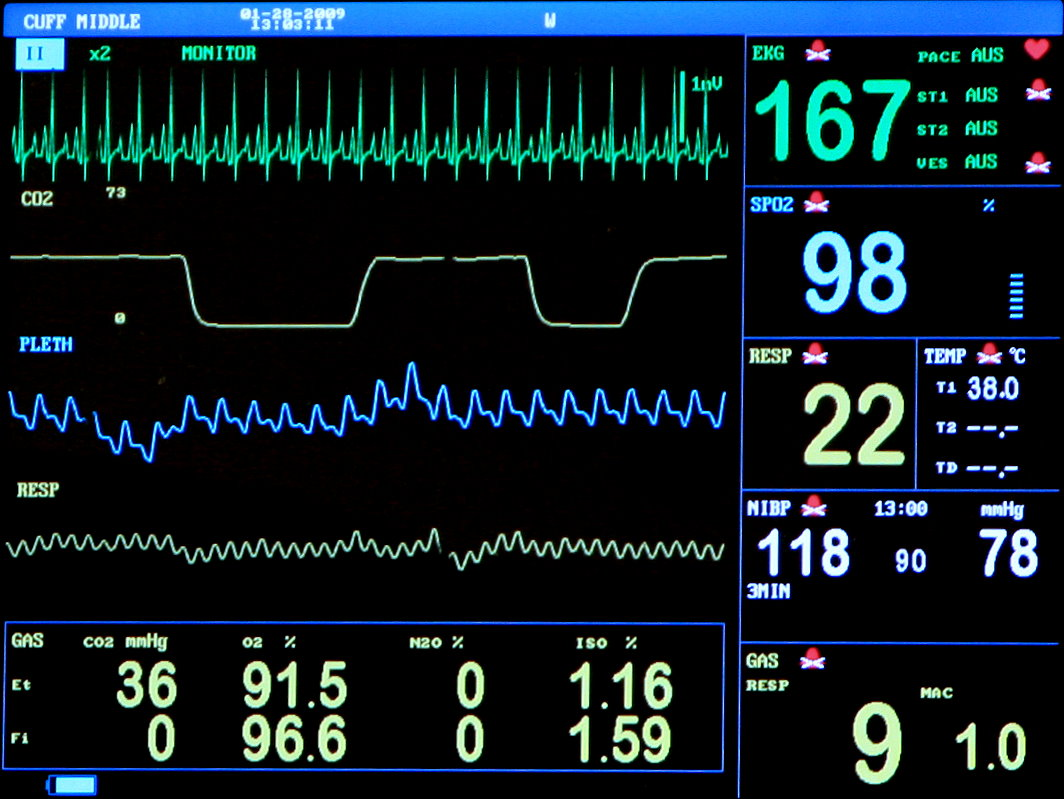
Krzywa kapnograficzna wraz z danymi pulsoksymetrycznymi na monitorze znieczulenia

Kapnometry lub kapnografy stanowią podstawowe wyposażenie stanowiska anestezjologicznego do monitorowania wymiany gazowej.
Kapnometria pozwala na jednoznaczne potwierdzenie czy rurka intubacyjna została umieszczona prawidłowo w tchawicy. Intubację do przełyku można rozpoznać po bardzo niskich wartościach wydechowego CO2.
Zanik CO2 może wskazywać na nagłe zatrzymanie krążenia, w takim wypadku odczyt niezerowych wartości z kapnometru pod wpływem masażu serca pozwala potwierdzić skuteczność czynności resuscytacyjnych. Natomiast w przypadku operacji, objaw taki może oznaczać zator w tętnicy płucnej.
Stosowanie kapnografu znacznie zwiększa możliwości diagnostyczne przez ocenę kształtu krzywej kapnograficznej:
- zanik krzywej do zera: rozłączenie urządzenia[14][15], awaria respiratora[15], całkowita niedrożność rurki intubacyjnej[15], intubacja przełyku[15], zatrzymanie krążenia[14];
- powolny wzrost lub spadek: nieadekwatna wentylacja[14]
  - powolny spadek: spadek temperatury ciała, zmniejszenie pojemności minutowej serca[15];
  - ciągły wzrost: hipowentylacja, hipertermia, częściowa niedrożność dróg oddechowych, absorpcja CO2 przy laparoskipii w obecności odmy brzusznej[15];
- nagły spadek:
  - hipowolemia, wstrząs kardiogenny, zator tętnicy płucnej[14];
  - nieszczelność w układzie oddechowym, częściowa niedrożność rurki intubacyjnej, nieszczelność w systemie zasysania w strumieniu bocznym[15];
- spadek wykładniczy: poważna utrata krwi i spadek ciśnienia tętniczego, zespół małego rzutu, zatrzymanie akcji serca[15];
- zaburzenia odcinka plateau: płytka anestezja, zaburzenia koordynacji mięśni[14], niedostateczna wentylacja lub blokada mięśniowo-nerwowaCITEREFAnestezjologia2001;
- brak wyraźnego odcinka plateau: skurcz drobnych oskrzeli[14];
- zerowanie w fazie wydechu: sklejona zastawka w układzie oddechowym, zaburzenia pracy pochłaniacza[14];
- szybko zanikające niekształtne krzywe: zaintubowanie przełyku[17];
- drobne fale na podstawowym wykresie: oscylacje kardiogenne[18][19] , które odpowiadają skurczowej dynamice mięśnia sercowego[18].

Oprócz funkcji alarmowych, kapnografia może uzupełniać diagnostykę w czasie odzwyczajania chorych od respiratora nie jest jednak w pełni przekonującą metodą oceny wentylacji.